# Jedwabniczek
Jedwabniczek (Sericeomyces) – przestarzały takson grzybów w randze rodzaju, z rodziny pieczarkowatych (Agaricaceae). Większość gatunków została przeniesiona do rodzaju  Leucoagaricus (pieczareczka).